# Lisice (Ljubuški, BiH)
Lisice su naseljeno mjesto u gradu Ljubuškom, Federacija BiH, BiH.

## Zemljopisni položaj i značajke
Naselje se nalazi na lokalnoj cesti od Teskere prema Orahovlju, na desnoj obali Mlada (Trebižata) na nadmorskoj visini između 58 i 98 m, ukupne površine 4,48 km2. Čine ga zaseoci Bilići, Kraljevići, Ljupkovići, Mačkov Klanac, Marina Mostina, Nižići, Pavičići, Petrušići, Šende i Vučji Grm. Vjerojatno se radi o doseljenicima jer je prvi poznati spomen Lisica 1820. u matičnim knjigama. Na rijeci Mlade nalazi se Crvengrski most, djelo Austro-Ugarske carevine. Na njegovu je mjesto bio kameni petolučni most čija se fotografija nalazi u knjizi Philippa Bhallifa "Wasserbauten in Bosnien und der Hercegovina", Wien, 1896., Tafel XIV, Fig. 2. Preko njega je vodila poljska cesta koja je vjerojatno povezivala Ljubuški i Vrgorac preko Beriša, Vašarovića i Prologa.

## Stanovništvo

### Popisi 1971. – 1991.
| Lisice             |              |              |              |
| godina popisa      | 1991.        | 1981.        | 1971.        |
| Hrvati             | 566 (99,82%) | 559 (98,58%) | 550 (99,27%) |
| Muslimani          | 0            | 0            | 0            |
| Srbi               | 0            | 0            | 0            |
| Jugoslaveni        | 0            | 8 (1,41%)    | 1 (0,18%)    |
| ostali i nepoznato | 1 (0,17%)    | 0            | 3 (0,54%)    |
| ukupno             | 567          | 567          | 554          |

### Popis 2013.
| Humac              |              |
| godina popisa      | 2013.        |
| Hrvati             | 648 (99,39%) |
| Bošnjaci           | 0            |
| Srbi               | 0            |
| ostali i nepoznato | 4 (0,61%)    |
| ukupno             | 652          |

## Povijest
Na više mjesta sačuvane su do danas kamene grobne gomile iz brončanog doba, što govori o životu u prapovijesno doba. Ima ih u Brećima, Gaju, Mačkovu Klancu, Ogradama, Sirču i drugdje. Nije poznato postojanje antičkih ni srednjovjekovnih spomenika.